# Моя батьківщина - це ти
Моя батьківщина — це ти — турецький драматичний телесеріал 2016 року. У головних ролях — Халіт Ергенч, Бергюзар Корель, Боран Кузум, Пінар Деніз, Мірай Данер. Прототипом головного героя Джевдета став реальний чоловік — Мустафа Мумін Аксой, також відомий як «Гавюр Мумін».

## Сюжет
Ця картина належить до жанрів воєнного, драми, історії та мелодрами, а сама історія розгортається у турецькому місті Ізмір. Головні герої фільму — Азізе і Джевдет. Азізе — красива жінка, яка дуже любить свого чоловіка. Чоловік героїні служить в армії у ранзі капітана турецьких військ. Вони мають трьох дітей — Хілал, Їлдиз, Алі Кемаль. З ними разом живе й мати Джевдета, свекруха відноситься до невістки як до рідної дочки та дуже її любить.
Коли в травні 1919 року Османська імперія визнала поразку в Першій світовій війні, місто зазнало окупації грецькою армією. Ця подія стала для сім'ї Азізе доленосною. Вона чекала, що її чоловік Джевдет нарешті повернеться додому. Але непроста ситуація у місті й країні не дозволила героям бути щасливими. Попереду їх чекає чимало перешкод на шляху до спільного щастя.

### Актори та персонажі
| Актор          | Роль            |
| Халіт Ергенч   | Джевдет         |
| Бергюзар Корел | Азізе           |
| Мірай Данер    | Хілал           |
| Боран Кузум    | Леон            |
| Пінар Деніз    | Їлдиз           |
| Селіль Тойон   | Хасібе          |
| Онур Сайлак    | Тевфік          |
| Кубілай Ака    | Алі Кемаль      |
| Фатіх Артман   | Якуп            |
| Бакі Даврак    | Василь          |
| Левент Кан     | генерал Філіпос |
| Сельма Ергеч   | Халіде Едіп     |
| Генко Озак     | Мехмет          |